# Лотерея за поштовим індексом
Лотерея за поштовим індексом (англ. postcode lottery) — термін у Великій Британії, що означає можливий вплив розподілу поштових індексів, який часто мало пов'язаний із кордонами місцевого самоврядування,  на такі речі, як вартість страховок. Термін також використовують для відображення того, як місцеві бюджети та прийняття рішень можуть спричинити різні рівні громадських послуг у різних місцях. Особливо це проявляється щодо соціальних послуг та у сфері охорони здоров'я, наприклад доступу до ліків проти раку або якості освіти. Широкий розголос цього явища став стимулом створення Національного інституту здоров'я і досконалості допомоги, основним завданням якого є стандартизація медичної та соціальної допомоги.

## Деталі
Поштові індекси були розроблені виключно для цілей сортування і направлення пошти і рідко збігаються з політичними кордонами. Проте, з плином часу вони самі стали географічним орієнтиром і поштові індекси та групи поштових індексів стали синонімом деяких міст і районів. На додаток до цього, поштовий індекс використовується організаціями для інших програм, у тому числі державної статистики, маркетингу, розрахунку автомобільних і страхових премій і побутової кредитної прив'язки.
Є кілька груп, в основному на околицях великих населених пунктів, які постраждали у тій чи іншій мірі через асоціації з їх поштовими індексами. Існує рух у Віндзорі та Мейденгеді щодо зміни їх поштових кодів з SL на WM для марнославства, аби не бути повязаними зі Слау. Бізнесмен з Ілфорда хоче змінити код з IG1 на E19, оскільки вважає, що клієнти не розуміють, що його бізнес розміщений у Лондоні. Жителі West Heath у SE2 бажають, щоб їх поштові індекси змінюються на прилеглій Bexleyheath, посилаючись на більш високі страхові внески як причини змінити. Деякі ділянки перебувають на межі між Англією, Уельсом та Шотландією. Прикладами є CH4, SY10, NP16 та TD15.